# 大姓乡
大姓乡，是中华人民共和国四川省阿坝藏族羌族自治州松潘县下辖的一个乡镇级行政单位。2019年12月，撤销大寨乡，将原大寨乡上纳咪村所属行政区域划归大姓乡管辖。

## 行政区划
大姓乡下辖以下地区：
地柏村、木石村、云昌村、丁谷村和下纳咪村。